# Ільченко Олександр Миколайович
Олекса́ндр Микола́йович І́льченко (1986—2023) — український військовослужбовець, старший лейтенант Збройних сил України, учасник російсько-української війни. Лицар ордена Богдан Хмельницького III ступеня (2023).

## Життєпис
Народився 25 липня 1986 в місті Києві. Мав юридичну освіту. Був інструктором Асоціації айкікай України та мав другий дан з айкідо.
З першого дня повномасштабного вторгнення долучився до добровольчого формування й обороняв рідний Київ. Влітку 2022 року вступив до лав ЗСУ.
Служив на посаді командира мотопіхотного взводу в Магурі. У червні 2022 року разом з побратимами брав участь в обороні на Донеччині.
У 2023 році брав участь в українських контрнаступальних діях.
15 червня 2023 року поранений під час виконання бойового завдання на Запорізькому напрямку. Помер 18 червня 2023 від травм, яких зазнав.
Нагороджений орденом Богдан Хмельницького III ступеня (2023, посмертно).